# Guido Milanese
Guido Milanese (Salerno, 11 luglio 1951) è un politico italiano.

## Biografia

### Famiglia e studi
Figlio di Michelina Genovese, insegnante, e Giovanni Milanese, ingegnere, è terzogenito di quattro figli. Nel 1977 ha sposato Emma Ferrante, docente danza classica e coreografa, dalla quale ha avuto due figlie (Carla e Mariavittoria). Dopo la maturità classica conseguita nel 1969 presso il liceo T. Tasso di Salerno si laurea in medicina e chirurgia presso l'Università degli Studi di Napoli nel 1975; si è poi specializzato in psichiatria nel 1981. Dopo la laurea ottiene un master in management sanitario presso l'Università commerciale Luigi Bocconi di Milano.

### Attività professionale
Dal 1993 al 2001 ricopre il ruolo di primario psichiatra presso l'Ospedale Roccadaspide. Dal 1998 al 2007 è professore a contratto presso l'Università di Napoli per il corso di laurea in riabilitazione psichiatrica e per la scuola di specializzazione in psichiatria.

### Attività istituzionale e politica
Nel 1996 viene eletto come consigliere nel comune di Salerno e alle elezioni politiche del 2001 deputato con Forza Italia. Dal 2001 al 2006 è stato membro della IV Commissione difesa e della Commissione bicamerale affari regionali. Dal 2003 al 2005, invece, è stato anche membro della XII Commissione affari sociali e dal 2005 al 2006 della VII Commissione cultura, scienza e istruzione.
Successivamente aderisce al Nuovo Centrodestra, il movimento di Angelino Alfano, e quindi ad Alternativa Popolare, diventandone il coordinatore provinciale. Nel settembre 2017 rientra in Forza Italia, divenendone vice coordinatore regionale.
È cittadino onorario di Valva dal 2005 e di Castiglione del Genovesi dal 2009.